# ميرتل ريد
ميرتل ريد (بالإنجليزية: Myrtle Reed)‏ (27 سبتمبر 1874، شيكاغو في الولايات المتحدة - 17 أغسطس 1911، شيكاغو في الولايات المتحدة)؛ كاتِبة، صحفية، مؤلفة وروائية أمريكية.

## روابط خارجية
- ميرتل ريد على موقع IMDb (الإنجليزية)